# Charles Duparquet

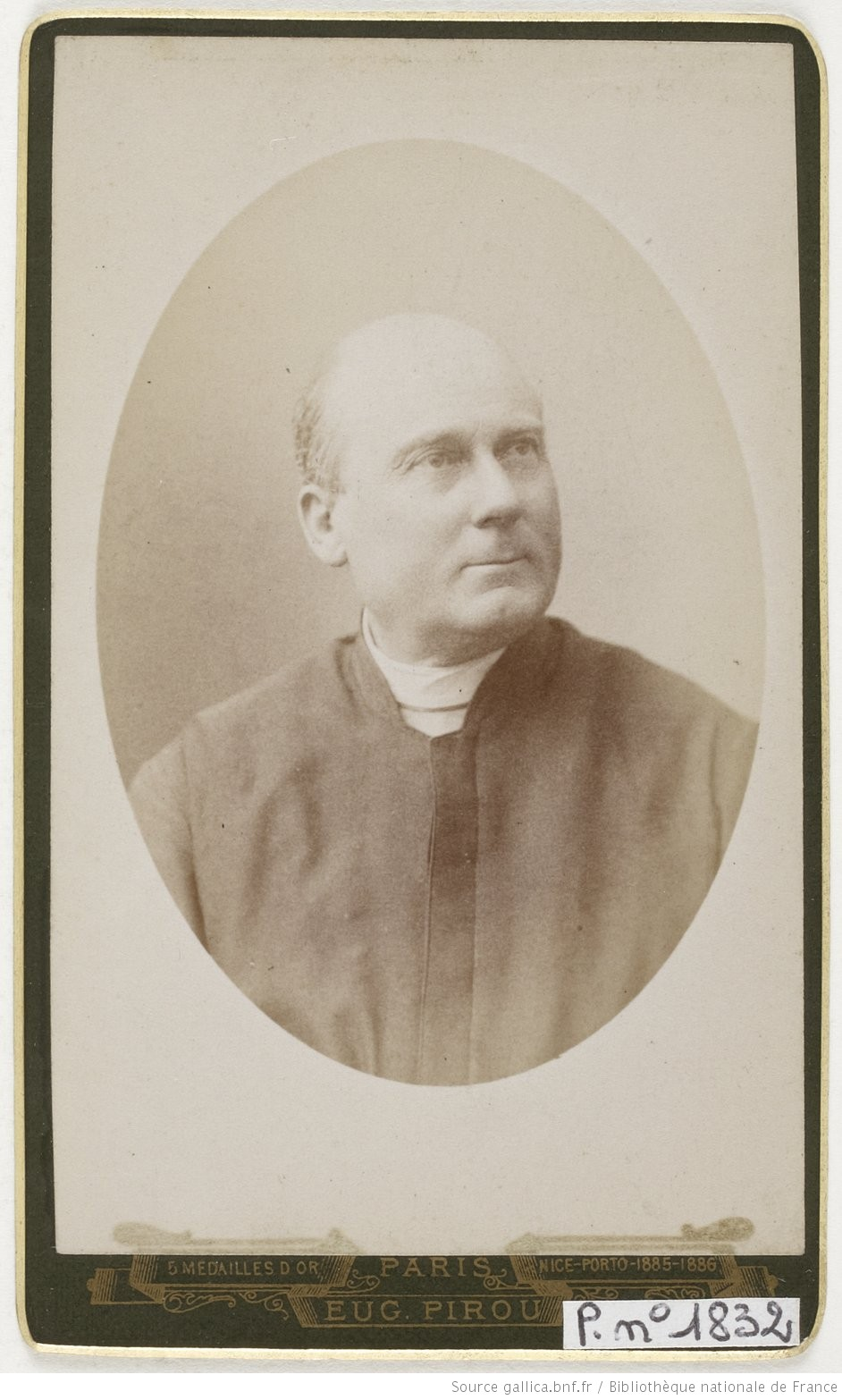
Charles Duparquet.

Charles Victor Aubert Duparquet, C.S.Sp. (L'Aigle, 31 ottobre 1830 – Loango, 26 agosto 1888), è stato un missionario, botanico ed esploratore francese.

## Biografia
Religioso della Congregazione dello Spirito Santo, fu ordinato presbitero il 2 giugno 1854 nella diocesi di Séez e inviato a Dakar nell'anno successivo. Si trasferì poi in Gabon, ove condusse ricerche botaniche sulla flora e la fauna tropicali e scoprì nuove specie. A Sainte Marie di Libreville, si occupò dei fanciulli, e Saint Joseph des Bangas, ebbe il tempo di imparare il portoghese. È dal Gabon che inviò al Museo nazionale di storia naturale di Francia nel giugno del 1865 le sue prime collezioni di rettili, di pesci e di piante. 
Dopo essere rientrato in Francia nel 1858, riprese gli studi scientifici; fu inviato in Angola nel 1866.
Il 25 settembre 1866 s'imbarcò per il Congo portoghese. Era curato a Capangbongue, nel distretto di Mossâmedes. Qui compì ricerche botaniche nella Serra da Chela che esplorò fino alla provincia di Huíla e verso Humpata e vi studiò le variazioni della vegetazione tropicale a seconda dell'altitudine. Nel 1869, fu inviato sull'isola di Zanzibar e con il padre Antoine Horner visitò l'Ukami, ossia l'odierna regione di Morogoro.
Dopo un soggiorno a Zanzibar nell'agosto del 1870, tornò verso il Congo portoghese nel 1873, con il titolo di vice-prefetto apostolico. Qui fondò la missione di Lândana, con scuole per i fanciulli mulatti come Louis de Gourlet, fanciulli affrancati come Charles-Célestin Maondé e fanciulli liberi. Fece piantare numerosi alberi da frutta provenienti dalle Antille chi s'acclimatarono facilmente. Coltivò legumi europei oltre a quelli locali. Alla ricerca di luoghi propizi per installare nuove missioni, fece un viaggio risalendo il fiume Congo fino a Boma. Qui scoprì la bellezza della regione, le sue ricchezze, i suoi costumi, le sue credenze religiose. 
Di ritorno in Congo nel 1871, pose mano a numerosi lavori botanici, etnologici e geografici sull'Africa equatoriale e soggiornò lungamente a Lândana, ove fondò una colonia agricola.
Nominato viceprefetto apostolico del Congo inferiore nel 1873 e viceprefetto apostolico della Cimbebasia nel 1879, esplorò tutta la regione con un carriaggio importante trainato da sedici buoi. Risalì il fiume Swakop, passò per Omaruru, lungo le montagne del Damaraland e, a nord, raggiunse Outjo, l'Ovambo e, alla frontiere dell'Angola, la valle della Cunene.
Nel 1880, la Société de Géographie gli chiese di esplorare di nuovo l'Ovambo. Corresse allora i tracciati dei fiumi Cunene e Okavango poi, nel 1883 e nel 1886, visitò il Bechuanaland e il Kalahari jusqu’à Mafeking.
Nel 1887 fu eretto il vicariato apostolico del Congo francese, affidato al suo amico, mons. Hippolyte Carrie. Il padre Duparquet andò a trascorrere con lui gli ultimi mesi della sua vita.
Malato, tornò brevemente in Francia, ma decise di ripartire per Congo, ove morì pochi giorni dopo il suo arrivo, a Loango, il 26 agosto 1888.
Fu uno dei missionari più attivi della sua generazione, la sua collezione conservata al Museo nazionale di storia naturale di Francia e a Lisbona comprende più di 1 300 specie vegetali differenti.

## Opere
- Voyage dans la Guinée méridionale, 1868
- Voyage des PP. Duparquet, Baur et Horner dans l'Oukami, 1872
- Voyage au Zaïre, Bulletin de la Société de géographie, 1876, pp. 412-426
- Le Damaraland, 1880
- Voyage en Cimbébasie, 1880